# Silvia Trigueros
Pour les articles homonymes, voir Trigueros (homonymie).
Silvia Ainhoa Trigueros Garrote, née le 12 février 1976 à Abadiño, est une coureuse de fond espagnole spécialisée en ultra-trail. Elle est championne d'Espagne d'ultra-trail 2014 et a remporté trois fois le Tor des Géants.

## Biographie
Très active durant sa jeunesse, Silvia pratique la natation avec ses sœurs. Elle abandonne ce sport en même temps que ces dernières puis se découvre une passion pour la randonnée en montagne. Ce n'est qu'à l'âge de 33 ans, après la naissance de ses enfants, qu'elle se met à la course à pied, d'abord comme loisir, pour pratiquer une activité physique. Elle s'essaie à la compétition en 2009 en accompagnant son beau-frère sur un semi-marathon de montagne. Pas préparée à ce genre d'épreuve, elle souffre durant la course mais apprécie malgré tout l'expérience et décide de poursuivre dans cette voie. Une année plus tard, elle s'essaie à son premier ultra-trail, le Hiru Haundiak de 100 kilomètres, qu'elle termine à la onzième place. C'est pour elle une révélation et elle décide de poursuivre sa carrière sportive dans cette discipline,.
Elle connaît ses premiers succès en 2012 et 2013 et termine notamment cinquième de l'Ultra-Trail du Mont-Blanc à sa première participation.
Le 17 mai 2014, elle prend le départ du Penyagolosa Trails CSP qui accueille les championnats d'Espagne d'ultra-trail. Menant la course de bout en bout, elle s'impose avec trois minutes d'avance sur Noelia Camacho et remporte le titre. Le 11 septembre, elle s'élance pour la première fois sur le grand parcours de la Ehunmilak. Dominant la course, elle s'impose en 28 h 48 min 23 s avec plus de quarante minutes d'avance sur sa plus proche poursuivante. Le 18 octobre, elle domine le Tenerife Bluetrail et s'impose avec plus d'une heure et demi d'avance sur Úrsula Juana González.
En 2016, elle décide de participer au Tor des Géants. Elle passe une année à s'y préparer spécifiquement et vise comme objectif de terminer la course en moins de 90 heures. Elle mène la course pendant près de 200 kilomètres mais se heurte cependant à de nombreuses difficultés en fin de course et songe à abandonner. Elle persévère et termine cinquième en 109 h 20 min 56 s,. Ayant tiré les leçons de cette première expérience, elle revient l'année suivante et effectue une solide course assurant la deuxième place derrière Lisa Borzani.
Bien décidée à s'imposer sur le Tor des Géants, elle prend à nouveau le départ en 2018. Tirant avantage de son expérience du terrain, elle prend d'emblée les commandes de la course et distancie rapidement ses adversaires. Gérant sa position en tête, elle s'impose en 87 h 50 min 31 s, devenant ainsi la première Espagnole à remporter l'épreuve.
Le 19 juillet 2019, elle prend le départ de la Ronda del Cims, réputé comme l'un des ultra-trails les plus difficiles d'Europe. Menant la course du début à la fin, elle s'impose en 34 h 21 min 23 s, battant le précédent record de plus d'une heure. Encouragée par cette bonne performance, elle s'élance comme grande favorite sur le Tor des Géants. Prenant la tête de course, elle voit les Françaises Sonia Furtado et Jocelyne Pauly la talonner en première partie de course. Au kilomètre 50, Silvia parvient à se détacher en tête et poursuit sa course en solitaire. Parvenant à maintenir un bon rythme, elle s'impose finalement en 85 h 23 min 15 s, établissant un nouveau record féminin du parcours.
Le 20 août 2021, elle domine l'Échappée Belle et s'impose avec quarante minutes d'avance sur la double gagnante Sandrine Béranger. Trois semaines plus tard, elle s'élance à nouveau sur le Tor des Géants. Prenant un excellent départ, elle s'envole en tête et s'offre une large marge d'avance sur ses rivales, exception faite de l'Italienne Lisa Borzani qui parvient à la suivre. Cette dernière finit par jeter l'éponge mais Silvia est ensuite victime de crampes d'estomac causées par ses menstruations. Elle parvient à rallier l'arrivée, toujours en tête, et s'impose pour la troisième fois consécutive.

## Palmarès
| no  | féminin            | Course                                         | Longueur | Départ             | Temps             |
| --- | ------------------ | ---------------------------------------------- | -------- | ------------------ | ----------------- |
| 28e | Médaille d'or      | Ehunmilak G2haundiak Golerri Trail             | 88 km    | 13 septembre 2012  | 13 h 50 min 59 s  |
| 18e | Médaille d'or      | Ehunmilak G2haundiak Golerri Trail             | 88 km    | 12 septembre 2013  | 13 h 15 min 50 s  |
| 27e | Médaille d'argent  | Marathon du Montcalm                           | 42 km    | 17 août 2013       | 5 h 32 min 2 s    |
| 68e | 5e                 | Ultra-Trail du Mont-Blanc                      | 167 km   | 30 août 2013       | 28 h 13 min 12 s  |
| 24e | Médaille d'or      | Penyagolosa Trails CSP                         | 118 km   | 17 mai 2014        | 14 h 34 min 57 s  |
| 9e  | Médaille d'or      | Ehunmilak                                      | 171 km   | 11 septembre 2014  | 28 h 48 min 23 s  |
| 34e | Médaille d'or      | Tenerife Bluetrail                             | 94 km    | 18 octobre 2014    | 14 h 29 min 23 s  |
| 24e | Médaille d'argent  | Gran Trail Peñalara                            | 113 km   | 27 juin 2015       | 15 h 51 min 1 s   |
| 20e | Médaille d'or      | Ehunmilak G2haundiak Golerri Trail             | 90 km    | 10 septembre 2015  | 12 h 15 min 34 s  |
| 44e | 4e                 | Ultra-Trail du Mont-Blanc                      | 169 km   | 28 août 2015       | 27 h 39 min 36 s  |
| 31e | Médaille de bronze | Hong Kong 100                                  | 169 km   | 23 janvier 2016    | 12 h 34 min 23 s  |
| 64e | 4e                 | Transgrancanaria                               | 125 km   | 4 mars 2016        | 18 h 31 min 54 s  |
| 40e | Médaille d'argent  | Penyagolosa Trails CSP                         | 116 km   | 23 avril 2016      | 16 h 47 min 44 s  |
| 24e | Médaille d'argent  | Marathon du Montcalm                           | 42 km    | 20 août 2016       | 5 h 32 min 56 s   |
| 22e | Médaille d'or      | Ehunmilak                                      | 170 km   | 8 septembre 2016   | 29 h 45 min 8 s   |
| 49e | 5e                 | Tor des Géants                                 | 342 km   | 11 septembre 2016  | 109 h 20 min 56 s |
| 17e | Médaille d'or      | Ehunmilak                                      | 170 km   | 7 septembre 2017   | 28 h 45 min 17 s  |
| 23e | Médaille d'argent  | Tor des Géants                                 | 356 km   | 10 septembre 2017  | 97 h 43 min 6 s   |
| 12e | Médaille d'or      | Tor des Géants                                 | 353 km   | 9 septembre 2018   | 87 h 50 min 31 s  |
| 7e  | Médaille d'or      | Andorra Ultra Trail Vallnord - Ronda dels Cims | 170 km   | 19 juillet 2019    | 34 h 21 min 23 s  |
| 6e  | Médaille d'or      | Tor des Géants                                 | 357 km   | 8 septembre 2019   | 85 h 23 min 15 s  |
| 17e | Médaille d'or      | Canfranc-Canfranc Ultra 75K                    | 75 km    | 12 septembre 2020  | 15 h 17 min 7 s   |
| 16e | Médaille d'or      | Échappée Belle - L'Intégrale                   | 147 km   | 20 août 2021       | 32 h 33 min 7 s   |
| 13e | Médaille d'or      | Tor des Géants                                 | 352 km   | 12 septembre 2021  | 87 h 57 min 50 s  |
| 7e  | Médaille d'or      | Cervino Matterhorn Ultra Race                  | 168 km   | 15 juillet 2022    | 38 h 12 min 47 s  |
| 20e | Médaille d'argent  | Échappée Belle - L'Intégrale                   | 149 km   | 19 août 2022       | 30 h 11 min 59 s  |
| 10e | Médaille d'argent  | Tor des Géants                                 | 326 km   | 11 septembre 2022  | 84 h 58 min 55 s  |
| 10e | Médaille d'argent  | Scenic Trail - K130 Ultra                      | 130 km   | 23 juin 2023       | 23 h 5 min 8 s    |
| 24e | Médaille de bronze | Cervino Matterhorn Ultra Race                  | 173 km   | 21 juillet 2023    | 36 h 55 min 2 s   |
| 10e | Médaille d'or      | Challenge du Montcalm - PICaPICA               | 109 km   | 18 août 2023       | 30 h 49 min 4 s   |
| 7e  | Médaille d'or      | SwissPeaks 360                                 | 360 km   | 1er septembre 2024 | 105 h 39 min 4 s  |
| 24e | Médaille d'or      | Challenge du Montcalm - PicAriège              | 70 km    | 15 août 2025       | 16 h 11 min 46 s  |

## Records
| Épreuve  | Performance     | Date             | Lieu            |
| -------- | --------------- | ---------------- | --------------- |
| Marathon | 2 h 56 min 24 s | 25 novembre 2015 | Saint-Sébastien |